# Општина Коњиц (Република Српска)
Српска општина Коњиц је бивша општина Републике Српске, која се налазила у регији Херцеговине. Формирана је 22. фебруара 1992. године на територији бивше југословенске општине Коњиц, а сачињавала су је српска насеља коњичке општине, сконцентрисана око насеља Борци и Борачког језера. Формално је постојала до потписивања Дејтонског споразума.

## Настанак опшптине
Према Закону о територијалној организацији и локалној самоуправи Републике Српске из 1994. године, једна од општина у Републици Српској је била и Општина Коњиц која је укључивала насељена мјеста бивше југословенске општине Коњиц. Српска општина Коњиц је формирана са циљем да у тешкој војно-политичкој ситуацији организује што нормалнији живот, као и да се организацијом српских насеља спријече започети ратни злочини над српским становништвом у злогласним логорима Челебићи и Брадина.

## Географија
Српска општина Коњиц се налазила у јужном дијелу Републике Српске. Граничила се са општином Невесиње, преко Борака је јединим дијелом била наслоњена на Републику Српску, док је са три стране била окружена муслиманско-хрватском територијом. Српска општина Коњиц је обухватала територију бивше југословенске општине Коњиц, то јесте српска насељена мјеста бивше општине концентрисана око насеља Борци. Српска опстина Коњиц је функционисала на дјеловима бивше општине Коњици то насељима: Бијела, Борци, Борацко језеро, Чичево, Кула и дио Главатичева.

## Историја
У Борцима се налази вила која је зидана 1902. године, од 1910. је била власништво Алексе Шантића који је ту живео једно време. Познати пјесник Алекса Шантић настанио се у вили на Борцима 1913. године, када је био протјеран из Мостара од стране аустроугарске власти због својих родољубивих пјесама. Ту је боравио и књижевник Светозар Ћоровић. Од 1931. године, у Вили Шантића на Борцима, живио је академски сликар Лазар Дрљача, гдје је и умро 13. јула 1970. године. Сахрањен је поред виле.
Православна црква св. Апостола Петра и Павла на Борцима саграђена је 1896. године на 30-ак метара удаљености источно од пута Коњиц – Главатичево – Калиновик. Почетком 1880. године мештани насеља Борци обратили су се Земаљској влади за Босну и Херцеговину молбом да им се одобри изградња мање цркве са пратећим просторијама и материјална помоћ. За цркву постији опширан запис протојереја Димитрија Јовановића из којег се види да је цркву освештио сам митрополит херцеговачко-захумски Серафин Перовић, 1. септембра 1896. године.
Српска општина Коњиц је формирана почетком 1992. године, организовањем српских насеља југоисточног дијела коњичке општине. Друга лака пјешадијска бригада је држала положаје изнад Борачког језера према Коњицу и Главатичеву. Била је састављена од бораца из коњичке и невесињске општине. Бројала је око 1.000 – 1.500 војника, а командант бригаде је био Боро Антељ. Дејтонским споразумом ово подручје је припало муслиманско-хрватској федерацији. Снаге Војске Републике Српске су се повукле у фебруару 1996. године. На територији Српске општине Коњиц је током Одбрамбено-отаџбинског рата погинуло око 330 бораца и цивила.

## Политичко уређење
Начелник општине је представљао и заступао општину и вршио извршну функцију у Коњицу. Општинску администрацију поред начелника, чинила је и скупштина општине. Институционални центар Српске општине Коњиц је било насеље Борци, гдје су били смјештени сви општински органи.

### Повјереништво за Општину Коњиц
Повјереништво за општину Коњиц је формирано 1996. године на основу Тачке 2. Амандмана XXXV на Устав Републике Српске и Тачке 2. Одлуке о образовању повјереништава за општине односно подручја која су у цјелини или дјелимично ушла у састав Федерације БиХ. Повјереништво општине извршава налоге Народне скупштине, Предсједника Републике и Владе Републике Српске и врши послове из надлежности Скупштине општине и Извршног одбора ускладу са законом. Повјереништво је образовано у сљедећем саставу:
1. Драган Глоговац, предсједник,
2. Зоран Јањић,
3. Лука Пологош,
4. Драгутин Сарић,
5. Биљана Жерајић.

## Образовање
Према Одлуци о привременом броју и просторном распореду основних школа у Републици Српској из 1994. којом се утврђује број и просторни распоред основних школа као и број издвојених одјељења основних школа у Републици Српској, на територији Српске општине Коњиц, егзистирала је Основна школа „Свети Сава” са сједиштем у Борцима. Одлуком о привременом броју, структури и просторном распореду средњих школа на територији Републике Српске из 1995. утврђено је да на територији општине не егзистира ни једна средњошколска установа.